# Dysmathia costalis
Espèce
Dysmathia costalis est un insecte lépidoptère appartenant à la famille  des Riodinidae et au genre Dysmathia.

## Dénomination
Dysmathia costalis a été décrit par Henry Walter Bates en 1868.

### Sous-espèces
- Dysmathia costalis costalis
- Dysmathia costalis gwiyanensis Brévignon, 1999; présent en Guyane.

## Écologie et distribution
Dysmathia costalis est présent en Guyane et au Brésil.

### Protection
Pas de statut de protection particulier.